# Te Amo (Rihanna)
"Te Amo" pjesma je barbadoške pjevačice Rihanne. Objavljena je 11. lipnja 2010. godine kao treći međunarodni i peti singl s njenog četvrtog studijskog albuma Rated R.

## O pjesmi
Pjesmu su napisali Mikkel S. Eriksen, Tor Erik Hermansen, James Fauntleroy II i Rihanna, a producirali StarGate.
U prosincu 2009. godine, pjesma "Te Amo" prvi put e pojavila na ljestvici Sverigetopplistan na 52. mjestu kratko vrijeme nakon objavljivanja albuma Rated R. Pjesma je debitirala na britanskoj top ljestvici UK Singles Chart 19. travnja 2010. godine na na 94. mjestu i na 29. mjestu ljestvice UK R&B Chart. 23. svibnja 2010. godine pjesma je dospjela na 14. mjesto ljestvice UK Singles Chart i peto mjesto britanske R&B ljestvice.
17. svibnja 2010. godine pjesma je debitirala na 35. mjestu u Australiji. Sljedećeg tjedna popela se na 28. mjesto.
22. svibnja 2010. godine Rihanna je izvodila pjesmu na festivalu Big Weekend Music Festival od radija BBC Radio 1.

## Kritički osvrt
Robert Copsey je za Digital Spy nagradio pjesmu s 4 od 5 zvjezica i riječima:
»Nakon eksliciptne kampanje s 'Rude Boy', Rihanna uzima zasluženu pauzu od titlanja ljudi ovdje – samo da nađe sebe kao objekta ljubavi druge dame. Jedan od prijetećih trenutaka na albumu Rated R, 'Te Amo' nalazi La Fenty kako se igra svojom seksualnošću preko neodoljivih ritmova od StarGate s utjecajima latinske glazbe.«

## Videospot
Spot za pjesmu snimljen je 29. i 30. travnja 2010. u Vignyju u Francuskoj na mjestu Château de Vigny. Spot je procurio na Internet u nekoliko navrata, ali ne nalazi se na Rihanninim službenim stranicama. U spotu izmiješane su scene Rihanne i mlade djevojke (koju glumi francuski supermodel Laetitia Casta) u različitim scenama i kostimima. U jednom dijelu čak se i jako čvrsto zagrle, skoro poljube. Rihanna se nalazi u spomenutom dvorcu. Djevojka joj dolazi, udvara joj se, onda izađu van, na travnjak. U prvom dijelu, kad su u dvorcu, Rihanna je odjevena u crni kostim u stilu filma Moulin Rouge!, u drugom dijelu u dugačku cvjetnu haljinu, a kad se ona i djevojka grle u kostimu je s leopardovim uzorkom. U trećem dijelu Rihanna je u jednoj prostoriji dvorca okružena raznim djevojkama koje plešu oko nje. Na kraju se isprepliću sve scene spota sa scenama vatre.

## Top ljestvice
| Top ljestvica (2009.)  | Najviša pozicija |
| ---------------------- | ---------------- |
| Brazil                 | 12               |
| Slovačka (Airplay)     | 34               |
| Švedska                | 52               |
| Top ljestvica (2010)   | Najviša pozicija |
| Australija             | 22               |
| Belgija (Flandrija)    | 28               |
| Belgija (Valonija)     | 39               |
| Kanada                 | 98               |
| Češka                  | 74               |
| Europa                 | 19               |
| Francuska (Digital)    | 8                |
| German Singles Chart   | 13               |
| Irska                  | 16               |
| Švicarska              | 13               |
| Ujedinjeno Kraljevstvo | 14               |
| UK (R&B)               | 5                |

## Povijest objavljivanja
| Država      | Datum            | Format                       | Izdavač         |
| ----------- | ---------------- | ---------------------------- | --------------- |
| Australija  | 11. lipnja 2010. | CD singl, digitalni download | Universal Music |
| Njemačka    | 11. lipnja 2010. | CD singl, digitalni download | Universal Music |
| Italija     | 11. lipnja 2010. | CD singl, digitalni download | Universal Music |
| Novi Zeland | 11. lipnja 2010. | CD singl, digitalni download | Universal Music |